# غودرون باركر
غودرون باركر هي مخرجة كندية، ولدت في 16 مارس 1920 في وينيبيغ في كندا.

## روابط خارجية
- غودرون باركر على موقع IMDb (الإنجليزية)
- غودرون باركر على موقع قاعدة بيانات الفيلم (الإنجليزية)